# Zalošče
Zalošče so naselje v Mestni občini Nova Gorica.